# David Tonoián
David Edgari Tonoián (en armenio: Դավիթ Էդգարի Տոնոյան; nacido el 27 de diciembre de 1967) es un político armenio, que e desempeñó como Ministro de Defensa de Armenia entre 2018 y 2020.

## Biografía

### Primeros años y carrera
Nació el 27 de diciembre de 1967 en la ciudad de Ust-Kamenogorsk (ahora Oskemen), en la región de Kazajistán Oriental de la República Socialista Soviética de Kazajistán, actual Kazajistán . Es nieto de Hovhannes Hakobov, un veterano del Ejército Rojo que participó en la Segunda Guerra Mundial. En 1986, se unió al Distrito Militar Transcaucásico de las Fuerzas Armadas Soviéticas. En 1991, se mudó a Ereván para asistir a la Universidad Estatal de Ereván. Entre 1998 y 2007, Tonoyan ocupó varios puestos en la sede de la OTAN en Bruselas, y fue también representante de Armenia ante la OTAN durante tres años. En 2007, Tonoián regresó a Armenia para dirigir los departamentos de cooperación militar internacional y política de defensa en el Ministerio de Defensa.
De 2010 a 2017, Tonoián se desempeñó como Primer Viceministro de Defensa de Armenia, bajo Seyran Ohanián y Vigen Sargsián . Por decreto presidencial firmado el 6 de febrero, David Tonoyan fue designado para el cargo de Ministro de Situaciones de Emergencia.

### Ministro de defensa
El primer ministro Nikol Pashinián nombró a Tonoyan como ministro de Defensa el 11 de mayo de 2018, después de que Pashinián asumiera el cargo tres días antes. El diputado Ararat Mirzoián lo recomendó para el puesto, quien dijo que Tonoián estaba «absolutamente calificado para ser ministro de Defensa de Armenia».
Como ministro de Defensa, Tonoián vio continuar las reformas iniciadas por Vigen Sargsián, que incluyeron numerosos programas que tienen como objetivo fortalecer los lazos entre la sociedad militar, aumentar el número de cuerpos profesionales de suboficiales, ampliar el complejo militar-industrial local, entre otras cosas. Una de sus tareas principales es reducir el número de casos de corrupción y eliminar la cultura Dedovshchina entre los reclutas que era una herencia de la época soviética.
A fines de agosto de 2020, Tonoyan propuso la creación de una milicia nacional a la luz de los enfrentamientos armenio-azeríes de julio de 2020, con el fin de preparar a la sociedad ante amenazas de índole militar. El Ministerio de Defensa, bajo su dirección, presentó un proyecto de ley en la Asamblea Nacional creaba la milicia, que estaría abierta tanto a hombres como a mujeres y personas de hasta 70 años, y que estaría organizada bajo los gobiernos locales, potencialmente alcanzando hasta 100 000 miembros.

## Vida privada
Actualmente está casado y tiene dos hijos. Su hijo Edgar sirve actualmente en el ejército armenio en estaciones de batalla en Stepanakert (la capital de Nagorno-Karabaj), sirviendo en la misma unidad que Ashot Pashinyan (hijo del primer ministro Nikol Pashinyan). En respuesta a ciertas críticas a este arreglo, dijo: «Trataré de no permitir un trato especial hacia él. Los hijos del Primer Ministro y del Ministro de Defensa son reclutas comunes y corrientes, iguales a sus colegas». Habla ruso, inglés y francés con fluidez. Es maestro de judo.

## Educación
- 1991 - Universidad Estatal de Ereván
- 1997 - Universidad Militar del Ministerio de Defensa de la Federación de Rusia

## Reconocimientos
- Orden «Por servicios a la patria»
- Medalla por servicios meritorios
- Medalla Vazgen Sargsián
- Medalla Andranik Ozanian